# Philiris tapini
Philiris tapini är en fjärilsart som beskrevs av Sands 1979. Philiris tapini ingår i släktet Philiris och familjen juvelvingar. Inga underarter finns listade i Catalogue of Life.